# Quercygale
Quercygale ('wezel uit Quercy') is een geslacht van uitgestorven roofdieren uit de familie Miacidae die tijdens het Eoceen in Europa leefde. Fylogenetische analyse van de basismorfologie van carnivoramorfen toont aan dat Quercygale het meest geavanceerde lid is van de clade Carnivoraformes als een zustertaxon van de kroongroep Carnivora, dat dateert van vóór de splitsing tussen Feliformia en Caniformia, hoewel een andere recente studie heeft voorgesteld dat het geslacht Quercygale als stamgroep binnen Feliformia moet worden geplaatst.

## Fossiele vondsten
Fossielen van Quercygale zijn gevonden in het Geiseldal in Duitsland, Frankrijk, Engeland en Spanje.

## Kenmerken
Quercygale is nauw verwant aan de kroongroep van de Carnivora. Q. smithi, die in het Grauvian leefde en daarmee de oudst bekende soort is, was de kleinste soort met een geschat gewicht van anderhalve kilogram. Latere soorten zoals de typesoort Quercygale angustidens werden ongeveer vijf kilogram zwaar.